# Герб Мирного (Архангельская область)
Герб муниципального образования «Мирный» Архангельской области Российской Федерации — опознавательно-правовой знак, служащий официальным символом муниципального образования.

## Описание герба
«В лазоревом поле золотой огранённый камень, грани которого выполнены наподобие пятиконечных звёзд, сопровождённый вверху развевающимся усечённым вымпелом в цвет поля, многократно рассечённым серебром, сопровождённым вверху положенным в правую перевязь золотым наконечником стрелы (без втулки), сопровождённом слева серебряной четырёхконечной звездой, с удлинёнными правым и нижним лучами; по сторонам — два прилежащих к краям щита червлёных столба, тонко окаймлённых серебром».

## Описание символики
Золотой огранённый камень — символ памяти основателям города и космодрома;
Развевающийся усечённый вымпел в цвет поля, многократно рассечённый серебром, и серебряная четырёхконечная звезда, с удлинёнными правым и нижним лучами — стилизованное изображение северного сияния и звёзды указывают на высокоширотное расположение Мирного;
Золотой наконечник стрелы — стилизованное изображение летательного аппарата — исконное значение города — космодрома;
червленье (красный цвет) — символ храбрости, мужества и неустрашимости;
лазурь (синий цвет) — символ красоты, мягкости и величия.

## История герба
Известна гербовая эмблема Мирного советских времён, на которой изображены: серп и молот, стилизованная ракета, северное сияние, шестигранник со звездой внутри.
Эмблема стала прообразом современного герба муниципального образования Мирный.
10 декабря 2003 года Решением муниципального собрания муниципального образования Мирный N 272 был утверждён герб и флаг Мирного, а также Положение о них.
Герб имел следующее описание: "Герб муниципального образования Мирный представляет собой щит французской формы, рассечённый тремя вертикальными полосами: крайними — червлёного и центральной — лазурного цвета. Соотношение червлёной полосы к лазурной 1:2. На лазурном фоне в оконечности щита — объёмная стилизованная звезда золотого цвета. Над ней серебряные вертикальные лучи в виде волнообразной ленты. Поверх всего узкое золотое остриё с внутренним втянутым основанием, направленное слева направо, при этом верхний луч его длиннее нижнего. У левого края центральной полосы расположена одна четырёхлучевая серебряная звезда, лучи которой направлены параллельно сторонам щита, при этом лучи, направленные вниз и вправо, в два раза длиннее противоположных. Контур щита обведён золотом.
Символика: объёмная звезда — символ памяти основателям города и космодрома; вертикальные серебряные лучи — северное сияние и звезда — указывают на высокоширотное расположение города; золотое острие — стилизованное изображение летательного аппарата — исконное значение города-космодрома. Червленье (красный цвет) — символ храбрости, мужества и неустрашимости; лазурь (синий цвет) — символ красоты, мягкости и величия.
27 апреля 2005 года Решением № 13 Второй сессии (третьего созыва) муниципального Собрания муниципального образования Мирный было принято новое Положение о гербе и флаге муниципального образования Мирный. Описание герба стало геральдическим. Решение муниципального Собрания от 10 декабря 2003 года № 272 «О гербе и флаге муниципального образования Мирный» утратило силу.
Герб внесён в Государственный геральдический регистр Российской Федерации под регистрационным номером 1950.